# Барсуково (Новосибирская область)
Барсуково — деревня (село) в Маслянинском районе Новосибирской области. Входит в состав Никоновского сельсовета.

## География
Площадь деревни — 22 гектара.

## Население
| 2002 | 2007 | 2010 |
| ---- | ---- | ---- |
| 153  | ↘122 | ↘105 |

## Инфраструктура
В деревне по данным на 2007 год функционирует 1 учреждение здравоохранения.